# Бальмонт, Владимир Александрович
Владимир Александрович Бальмонт (1901 — 1971) — советский селекционер, племянник поэта-символиста Константина Дмитриевича Бальмонта. Лауреат Сталинской премии.

## Биография
Родился 3 (16 января) 1901 года в Шуе (ныне Ивановская область). В 1928 году окончил Сибирский институт сельского хозяйства и лесоводства в Омске.
В 1929—1936 годах работал в системе НКЗ СССР, в 1936—1950 годах — в Казахском филиале ВАСХНИЛ, в 1950—1952 годах — директором Казахский научно-исследовательского института животноводства. В 1952—1957 годах — заведующий кафедрой овцеводства Алма-Атинского зооветеринарного института. В 1957—1961 годах — вице-президент Казахской академии сельскохозяйственных наук. С 1961 года — до конца жизни — заведующий лабораторией Казахский научно-исследовательского института животноводства. Академик ВАСХНИЛ (1954), член-корреспондент Академии наук Казахской ССР (1957).
Умер 7 мая 1971 года в Алма-Ате. Похоронен на Центральном кладбище города.

## Награды и премии
- Сталинская премия второй степени (1946) — за выведение новой породы тонкорунных овец «Казахская тонкорунная»
- заслуженный деятель науки Казахской ССР (1945)
- два ордена Ленина (1945, 1966)
- два ордена Трудового Красного Знамени (1946, 1949)
- медали ВСХВ

## Научная деятельность
Владимир Бальмонт внёс вклад в преобразование грубошёрстного овцеводства в тонкорунное и полутонкорунное, под его руководством были выведены четыре породные группы овец, внедрённые в производство в районах Юго-Восточного и Центрального Казахстана. Написал около 130 научных и научно-популярных трудов по животноводству.

### Сочинения
- Казахские тонкорунные овцы. — А.-А., 1948.
- Кроссбредное овцеводство. — А.-А., 1965.

## Семья
Отец — Александр Дмитриевич Бальмонт (1869—1929), мать — Мария Владимировна Юшкова.
Племянник поэта Константина Дмитриевича Бальмонта, отец министра станкостроительной и инструментальной промышленности СССР Бориса Владимировича Бальмонта.